# Station Bryne
Station Bryne is een spoorwegstation in het dorp Bryne in de gemeente Time in het zuiden van Noorwegen. Het station, aan Sørlandsbanen, werd geopend in 1878. In Bryne stoppen zowel de treinen van Sørlandsbanen als stoptreinen op Jærbanen richting Stavanger en Egersund. 